# Pieśń o cegle
Pieśń o cegle – utwór muzyczny z roku 1981, wykonywany przez Izabelę Trojanowską wraz z zespołem Stalowy Bagaż. Piosenkę skomponowali Andrzej Mogielnicki, Aleksander Mrożek i Jacek Krzaklewski, a słowa napisał Andrzej Mogielnicki. Piosenka ukazała się na epce Przyda się do kartoteki.

## Historia
Andrzej Mogielnicki napisał słowa piosenki w okresie tzw. karnawału Solidarności, komponując utwór w drodze w Warszawy do Poznania, dokąd jechał z Izabelą Trojanowską na sesję nagraniową z zespołem Stalowy Bagaż. Trojanowska zapoznała się z utworem i zaaprobowała go bez namysłu. Utwór nagrano w studiu w Poznaniu w czasie pożyczonym od Kostasa Dzokasa, męża Eleni, gdyż studio sąsiadowało z domem mieszkalnym i nagrywanie w nocy nie było możliwe. Próba i nagranie piosenki trwały dwie godziny. Trojanowska nie była wybitną wokalistką, natomiast miała przygotowanie aktorskie i umiejętność interpretacji tekstu. Partię wokalną zaśpiewała wysokim rejestrem, co nadało utworowi charakter pastiszu. Mogielnicki był zadowolony z efektu i zdecydował, że piosenka będzie zaprezentowana podczas festiwalu w Opolu.
Do wykonania piosenki na scenie wykorzystano rekwizyty – czerwony krawat używany wówczas przez członków Związku Socjalistycznej Młodzieży Polskiej, a także duże bloki styropianu imitujące cegły, które wokalistka podawała asystentom wzorem trójek murarskich i rzucała w publiczność. Występ okazał się kontrowersyjny, został źle przyjęty przez krytykę, protestował również ZSMP przeciwko nadużyciu i ośmieszaniu ich symbolu. Protestowano również później, podczas letniej trasy koncertowej artystki. W roku 2006 powstała nowa wersja tej piosenki, zaaranżowana tak, aby na plan pierwszy wysunąć gitarę.

## Tekst
Słowa piosenki nawiązują do trójek murarskich, specyficznej metody pracy stosowanej głównie podczas odbudowy Polski po drugiej wojnie światowej. Na słowa składają się hasła często wykorzystywane na pierwszomajowych transparentach epoki socrealistycznej: Prostą mamy sprawę, jasny cel; Wiemy kto przyjaciel, a kto wróg; Kto nie idzie z nami, maszeruje przeciw nam i podobne. Pojawiają się również setki nowych hut – w latach 50. stawiano głównie na przemysł ciężki, a jedną z najważniejszych inwestycji okresu PRL była wybudowana w latach 70. Huta Katowice. Obietnica wszystkiego będzie w bród jest ironiczna, gdyż piosenka powstała w czasach kryzysu i długich sklepowych kolejek.

## Nagrody i wyróżnienia
Piosenka otrzymała nagrodę publiczności festiwalu w Opolu. W październikowej liście przebojów magazynu muzycznego Non Stop utwór zajął drugie miejsce. 